# Hipomedonte
Hipomedonte foi um argivo e um dos Sete Contra Tebas. 
As fontes dão várias possibilidades para a sua origem. Segundo Pseudo-Apolodoro, ele é filho de Aristômaco (filho de Talau) ou do próprio Talau. Segundo Higino, ele é filho de Mnesimachus e Metidice, sendo Metidice filha de Talau. Pausânias diz apenas que ele é filho da irmã de Adrasto, o que concorda com a genealogia proposta por Higino.
Ele é o pai do epígono Polidoro.